# (20512) Rothenberg
(20512) Rothenberg (1999 RW32) – planetoida z pasa głównego asteroid okrążająca Słońce w ciągu 5,35 lat w średniej odległości 3,06 j.a. Odkryta 10 września 1999 roku.